# Parník Praha (1865)
Parník Praha byl kolesový parník, první paroloď nově založené Pražské paroplavební společnosti, která vznikla roku 1865. Postavila jej pražská Rustonka, továrna Josepha Johna Rustona, který postavil také první český Parník Bohemia.
Parník Praha poprvé vyplul v srpnu roku 1865 na trasu Praha – Zbraslav. Z provozu byl vyřazen až roku 1921, kdy byl prodán do Polska. 

## Historie
Stavba parníku Praha souvisí se založením Pražské paroplavební společnosti, u jejíhož zrodu v roce 1865 stál František Dittrich, pozdější pražský primátor. Parník Praha  byl postaven ve strojírně Ruston a spol. během pouhých 5 měsíců ve dvou etapách. Cena parníku byla 29 300 zlatých.
První část parníku vznikla v Libni a samotná montáž tělesa parníku z připravených dílů proběhla až v pronajatém prostoru smíchovské náplavky. Tento složitý postup byl zvolen vzhledem k nemožnosti protáhnout takto velký parník pražskými jezy až nad Šítkovský jez. 
15. srpna 1865 byla vykonána první zkušební plavba do Štěchovic a 26. srpna 1865 zahájil parník Praha slavnostně osobní lodní dopravu na Vltavě mezi Prahou a Štěchovicemi. Zahajovací plavby se zúčastnil stávající primátor dr. Bělský, ale také akcionáři společnosti, včetně Vojtěcha Lanny, úspěšného českého podnikatele, a J. J. Rustona. V Praze nebyl v té době vhodný kapitán, proto byl pro začátek povolán labský kapitán Anton Stolz z Děčína. Ten také vyškolil posádku a nového kapitána, syna Františka Dittricha, také Františka.
Sezóna roku 1865 skončila úspěšně, s čistým ziskem 665 zlatých za 45 plavebních dní. To vedlo k rozhodnutí postavit druhý parník, pojmenovaný Vyšehrad I.
Parník Praha plul na trase Praha – Zbraslav. V roce 1872 byla na parníku provedena oprava spojená s výměnou dnových plechů, další rozsáhlejší oprava byla realizována roku 1895. Při té příležitosti byl parní stroj rekonstruován na sdružený.  
Provoz parníku Praha byl ukončen v roce 1921 poté, co společnost nakoupila velké parníky od Sasko-české paroplavební společnosti (SBDG, Sächsisch Böhmische Dampfschiffahrtsgesellschaft). Parník Praha byl pak prodán do Polska za 29 500 zlotých a plul v Krakově pod označením ZN 1, později se jménem Stanislaus, až do roku 1951.

## Technický popis
V ujednání mezi Pražskou paroplavební společností a strojírnou Ruston bylo dohodnuto, že nový parník nesmí mít větší ponor než 0,33 m. Proto bylo třeba postavit velmi subtilní lodní konstrukci, která bude nejlehčí ze všech dosud plujících parníků. Bylo toho dosaženo využitím tzv. „štýrského“ železa  pro trup lodi, také díky plechům tloušťky 3-6 mm a žebrovým úhelníkům 45x45 mm. Výsledný ponor obsazené lodi dosahoval 0,70 m a prázdné lodi 0,42 m. 
Na délku měřila loď 42 m, na šířku i s kolesy 9 m a boční výška byla 2,59 m. Typ parního stroje byl označován jako kývavý dvojčitý. Jeho výkon představoval 58,4 ki (koní indukovaných). Zdvih válců představoval 553 a 685 mm. Parní kotel vytvářel tlak páry 1,4 atmosfér. Kolesa, umístěná na bocích parníku, měla 10 lopat vyrobených ze dřeva s rozměry 180x40 mm.
Parník byl typově označován jako „s hladkou palubou“, což znamenalo, že neměl palubní nástavby. Jediné, co vyčnívalo nad úroveň paluby, byly lunetovité kolesnice s představky, v nichž byly umístěny kuchyně a toalety. Střechy představků spojovala lávka, která spolu se zábradlím představovala kapitánský můstek. Do přední části podpalubí byl umístěn prostě vybavený salon 2. třídy, restaurace, kajuta strojníka a kormidelníka. Do té zadní pak přepychový salon 1. třídy, dámská toaleta a kajuta kapitána. Kapacita parníku Praha činila až 600 osob.

## Využití
Parník Praha plul od 27. 8. 1865 pravidelně třikrát denně na Zbraslav a zpět. Později se na této lince střídal s parníkem Vyšehrad I a plul tak i na lince Praha-Štěchovice.